# Gemendhoo (Noonu-atol)
Gemendhoo is een van de onbewoonde eilanden van het Noonu-atol behorende tot de Maldiven.